# Енологија
Енологија (од грч.  — „вино” и грч.  — „реч”) је наука која проучава вино са свих аспеката од бербе винове лозе до производње и чувања вина.
Стучњаци који се баве енологијом називају се енолози.